# Badis khwae
Badis khwae (кхвенойський бадіс) — тропічний прісноводний вид риб з Таїланду. Свою назву він отримав від річки Кхвеной (англ. Mae Nam Khwae Noi, скорочено Khwae Noi, тай. แม่น้ำแควน้อย, แควน้อย), притоки Меклонгу (англ. Mae Klong), в якій ці рибки водяться. Кхвеной протікає на заході Таїланду, провінцією Канчанабурі, поблизу кордону з М'янмою. Badis khwae — ендемік цього району.
Водиться зазвичай в невеличких лісових струмках, які живлять основну річку. Їх ширина становить 1-2 метри, а глибина 10-30 см. Це ділянки з повільною або помірною течією, піщаним ґрунтом, деякою кількістю водяної рослинності, з каламутною або прозорою водою. Зустрічається Badis khwae й у більших водоймах глибиною до 2 м. Тримається біля дна. Температура води в цих водоймах становить 22-26 °C, показник pH6,5–7,5.

## Опис
Довжина самців 5,5-6 см, самки трохи менші. Самці стрункіші й значно барвистіші за самок.
Спинний плавець має 16-17 твердих променів і 8-10 м'яких, анальний 7-8 м'яких променів. Хвостовий плавець округлий. Хребців 27-28. Лусок у бічній лінії 27-28.
Майже кожна лусочка на тілі самця має оранжево-червону цятку. У верхній частині хвостового стебла і у самців, і у самок знаходиться виразна темна пляма. Коса чорна смужка розташована за оком. Іноді на хвостовому стеблі виступають темні поперечні смуги. В період нересту у самців з'являється яскрава біла облямівка на спинному плавці.
Вид легко сплутати з Badis ruber і Badis siamensis, але ті мають ряди темних цяток на боках, відсутні у Badis khwae. Всі три види тісно пов'язані між собою й утворюють всередині роду групу B. ruber.

## Утримання в акваріумі
Кхвенойський бадіс рідко зустрічається в акваріумах, а, зважаючи на його обмежений ареал, навряд чи буде колись завозитись у великих масштабах.
Умови утримання в неволі є типовими для представників роду бадіс. Використовують акваріуми довжиною від 60 см. Температура води близько 24 °C. Краще тримати пару риб або одного самця і кількох самок. Самці поводяться територіально і сильно б'ються між собою. Годують бадісів дрібним живим кормом. Рухаються повільно, лякливі, більшу частину часу проводять у схованках.
Нерестяться в печерах, утворюючи тимчасові пари.